# Wembley Conference Centre
Het Wembley Conference Center is een conferentiezaal in Londen.
Het centrum werd in 1977 geopend en in 2006 afgebroken. 
Speciale evenementen
In mei 1977 werd het Eurovisiesongfestival er gehouden en later dat jaar werden de Brit Awards er uitgereikt.
Van 1979-2006 werd hier de Masters (snooker) gespeeld.
In 1995 werden de eerste Nationale Televisie Awards uitgereikt, maar vanaf 1996 vond het evenement plaats in de Albert Hall.